# Pelos abdominais

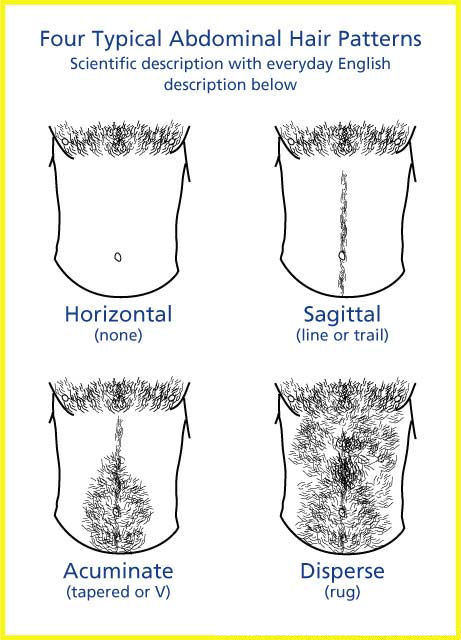
Padrões típicos de pelos abdominais

Os pelos abdominais são os pelos que crescem sobre o abdômen do homem (em pequenos casos em mulheres) durante e depois da puberdade, e em animais, na região entre o púbis e a zona do tórax (peito). O crescimento dos pelos abdominais segue o mesmo padrão em quase todos as espécies, crescendo verticalmente a partir da zona púbica do tórax para cima e para baixo do umbigo. O pelo abdominal nos animais faz parte da pelagem dos mesmos.

## Em humanos
Antes da puberdade, a região do abdômen nos homens e nas mulheres é coberta com uma fina camada de pelo. Em resposta aos crescentes níveis de androgénios (principalmente testosterona), durante e após a puberdade, no abdômen começam-se a produzir pelos mais fortes, longos e pigmentados. Este processo afeta principalmente os homens. Inicialmente, o pelo cresce verticalmente a partir da zona púbica até o umbigo e do tórax até o umbigo.
O desenvolvimento de pelos terminais em regiões abdominais ocorre, normalmente, depois da puberdade, com um crescimento concluído, até cerca de dezoito anos. Em alguns homens, o pelo vai ficar claramente definido num padrão vertical, mas noutros, o pelo aparecerá lateralmente, bem como na vertical, em especial na área ao redor do umbigo. Esta propagação lateral pode continuar na meia idade. O pelo abdominal muitas vezes significa a mudança da idade jovem para a idade adulta nos homens. Um estudo constatou que dois em cada três homens jovens têm rasto de pelos entre o umbigo e o púbis aos 16 anos, e quase metade apresenta um aos 14 anos.
Algumas mulheres podem desenvolver uma pequena linha de pelo da zona púbica até o umbigo; em algumas culturas esta imagem é vista como desejável e, em outras, é tida como pouco atraente. O excesso de pelos nas mulheres é chamado de hirsutismo.

## Padrões
Diversos estudos têm documentado quatro padrões gerais de pelos pubianos e abdominais, incluindo:
- Horizontal - caracterizada pela parte superior de pelos pubianos que acaba numa linha horizontal sem pêlos que se estende ao abdômen.
- Sagital - semelhante ao primeiro, mas com a adição de uma estreita faixa vertical de pelo do púbis ao umbigo. (Ver fotografia)
- Acuminada - caracterizado por uma cónica, em 'V' invertido para cima a partir dos pelos pubianos. O limite superior pode terminar abaixo do umbigo, no umbigo, acima do umbigo ou perto do peito. (Ver fotografia)
- Disperso (ou quadrangulares) - o pelo é amplamente distribuído ao longo do abdômen, sem formar um padrão geométrico discreto.

Richard Zickler realizou um estudo em 1997 sobre os padrões e a sua ocorrência em homens e mulheres, com especial atenção ao desenvolvimento de pelos durante a puberdade. O estudo em relação ao padrão horizontal era mais comum em mulheres com uma incidência de cerca de 80 por cento. Esse padrão ocorreu em 6% dos homens, incluindo 55% dos 12 a 14 anos e 28% dos 15 a 16 anos de idade. O padrão sagital foi encontrado em 44% no sexo masculino e 16,67% no sexo masculino com idades compreendidas entre os 16 a 17 anos, 20% dos homens com mais de 17, e 17% das mulheres. O padrão acuminado ocorreu em cerca de 55 por cento dos indivíduos do sexo masculino e, ocasionalmente, nas mulheres. O padrão disperso ocorreu em cerca de 19 por cento dos homens.

## Galeria

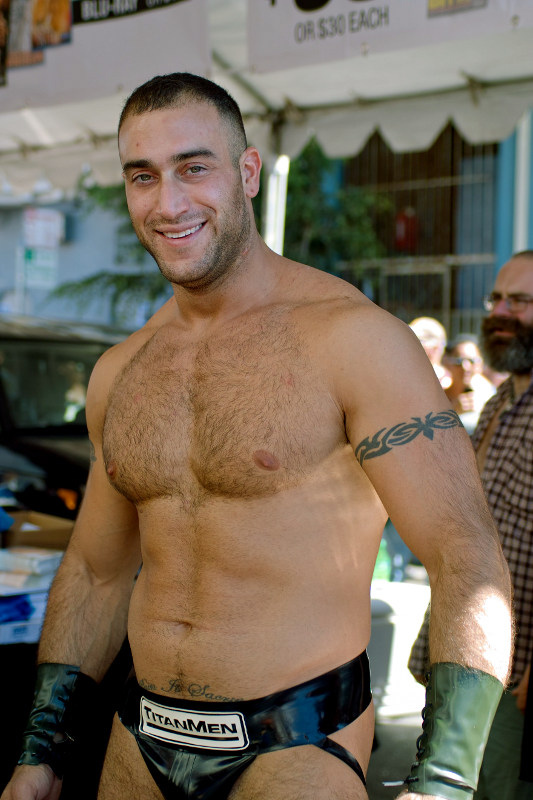
Horizontal
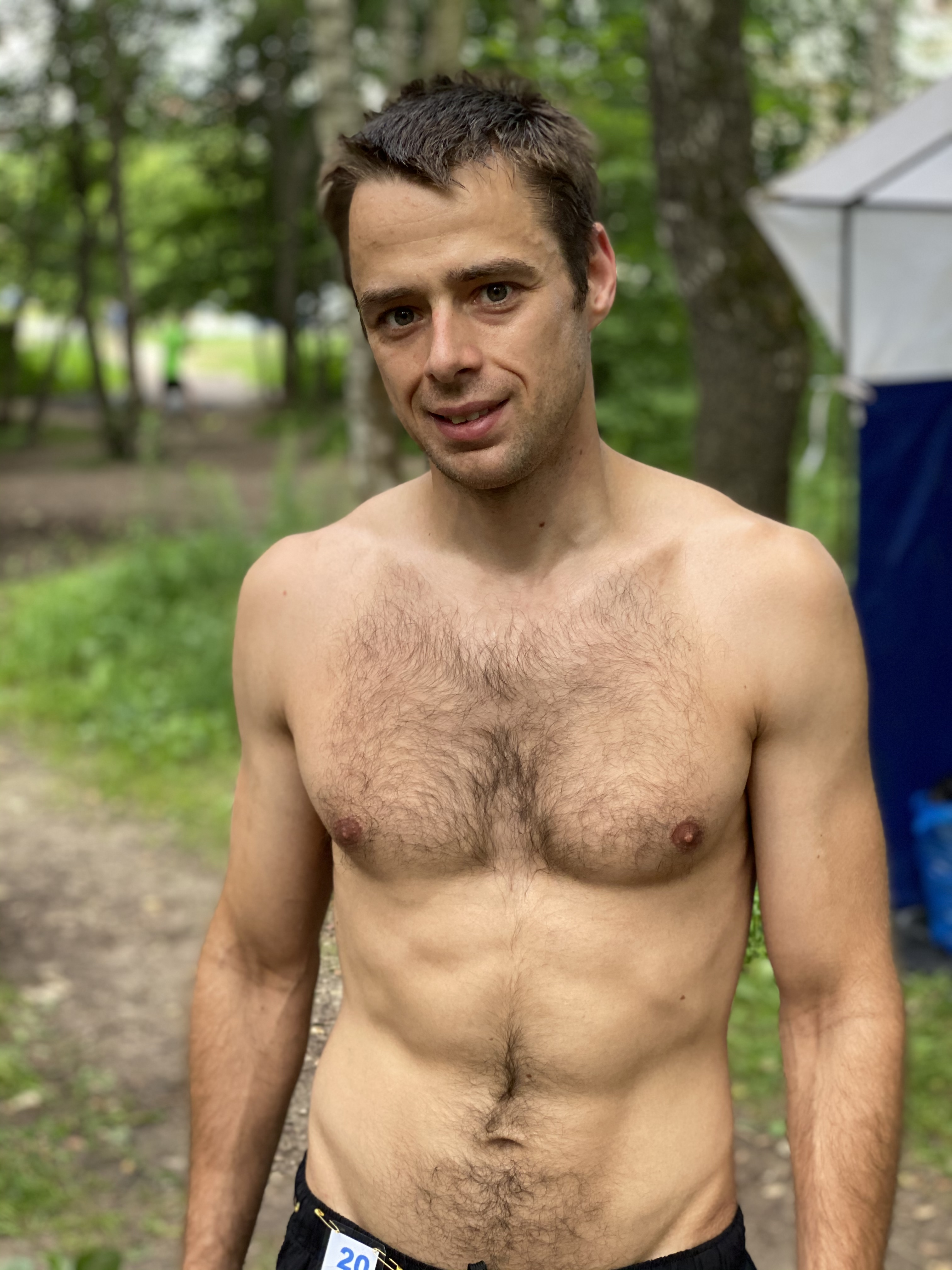
Sagital
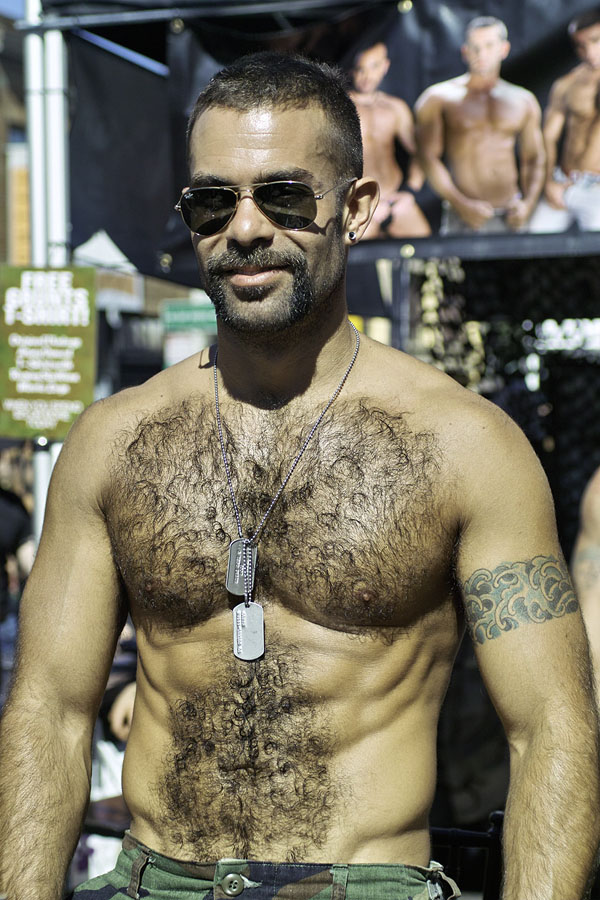
Acuminada
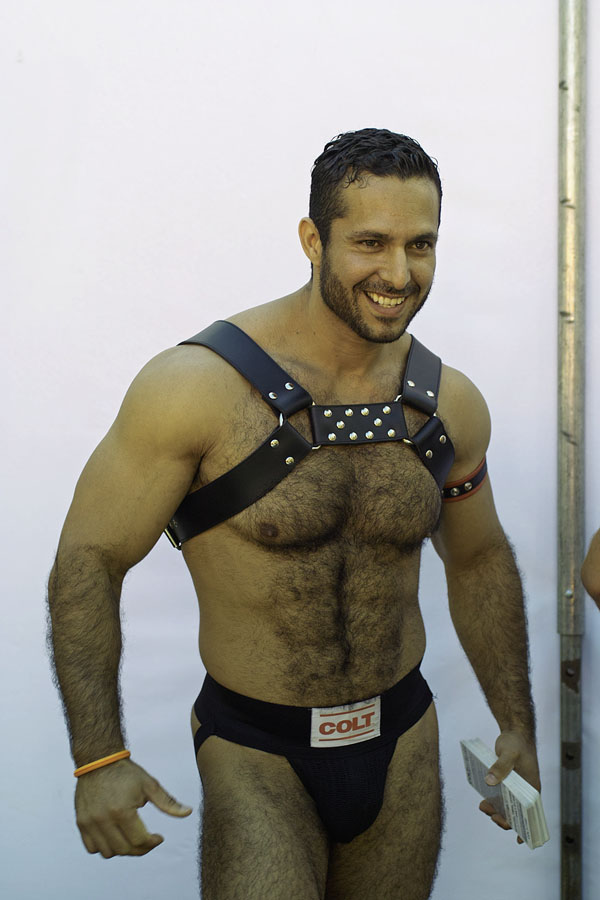
Disperso